# Jan Hasištejnský z Lobkovic
Jan Hasištejnský z Lobkovic (1450 - 1517) a fost un poet, umanist și diplomat ceh.
A scris ode, elegii, epigrame, idile, epistole, satire, descrieri în versuri remarcabile prin abilitatea versificării și finețea stilului.
Proza sa are un caracter erudit și se centrează în jurul temei condiției umane, influențată fiind de filozofia antică.
A fost fratele nobilului și scriitorului umanist Bohuslav Hasištejnský z Lobkovic.

## Scrieri
- 1489: De situ Pragae et incolentium moribus
- 1495: De miseria humana
- 1497/1499: De avaritia
- 1498: Ad Sanctum Venceslaum satira.